# Yngve Kullenberg
Kurt Yngve Kullenberg, född 17 mars 1900 i Uppåkra församling, idag i Staffanstorps kommun, Skåne län, död 1982 i Göteborg, var en svensk civilingenjör verksam som direktör för den egna firman Yngve Kullenberg Byggnads AB.

## Biografi
Kullenberg tog studenten i Malmö 1919 och studerade sedan på väg- och vattenbyggnadslinjen vid Chalmers tekniska institut 1920–1924. Efter examen var han anställd i olika befattningar vid Skånska Cementgjuteriet i Malmö, 1933 1939 som avdelningschef.  I Göteborg etablerade han 1940 sitt bolag Yngve Kullenberg Byggnads AB. Han var sedan verkställande direktör för detta fram till 1970 och fortsatte sedan som styrelseordförande till 1974. I början av 1970-talet avvecklade han sitt ägarskap i företaget, som fortsatte med andra ägare fram till det gick i konkurs 1992.

## Familj
Yngve Kullenberg tillhörde släkten Kullenberg från Kulla, Brunnby socken i Skåne. Han var son till lantbrukaren Ernst Kullenberg i Uppåkra och var nummer tre bland 11 syskon, av vilka 10 nådde vuxen ålder. Oceanografen Börje Kullenberg var en yngre broder. Från 1935 var han gift med Maj Kullenberg, ogift de Vylder (1910–1996), som i många år var ordförande i Göteborgs kvinnliga diskussionsklubb. Yngve och Maj Kullenberg är gravsatta i en familjegrav på Uppåkra kyrkogård.

## Byggnader uppförda under Yngve Kullenbergs ledning (urval)
- Park Avenue Hotel, Göteborg, 1950
- Nordstan, köpcenter i Göteborg (delentreprenad), 1960
- Kaknästornet, Stockholm, 1967
- Vårbergs sjukhem, ca 1967.
- Synvillan, lokaler för  Sveriges Radio och Sveriges Television, Göteborg,  1972

- Centralsjukhuset Kristianstad, 1973-74.
- Lärarnas hus, Stockholm, ca 1980.